# Annuitätendarlehen

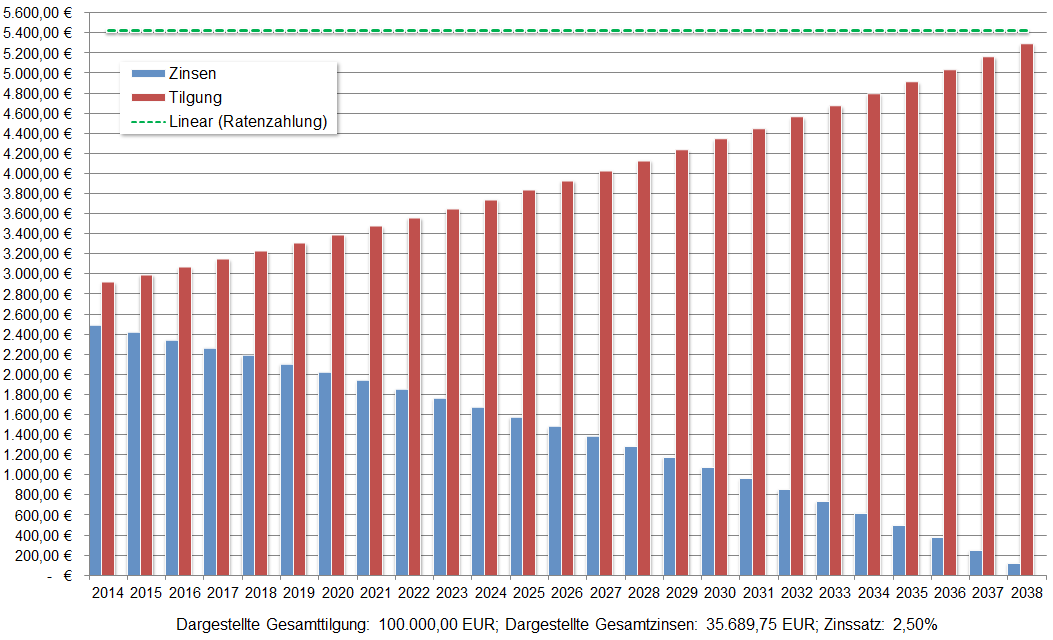
Tilgungs- und Zinsanteil einer Annuität (100.000 €, gesamte Laufzeit bei 2,5 % Zinsen). Wie die gestrichelte grüne Linie zeigt, bleibt die Annuität über die gesamte Laufzeit gleich. Alternativ kann dies auch festgestellt werden, indem der blaue (entspricht den Zinsen) und rote Balken (entspricht der Tilgung) für ein beliebiges Jahr addiert werden.

Ein Annuitätendarlehen ist ein Tilgungsdarlehen mit konstanten Rückzahlungsbeträgen (Raten). Im Gegensatz zum Abzahlungsdarlehen bleibt die Höhe der zu zahlenden Rate über die gesamte Laufzeit gleich (sofern eine Zinsbindungsfrist über die gesamte Laufzeit vereinbart wurde). Die Annuitätenrate oder kurz Annuität setzt sich aus einem Zins- und einem Tilgungsanteil zusammen. Da mit jeder Rate ein Teil der Restschuld getilgt wird, verringert sich der Zinsanteil zugunsten des Tilgungsanteils. Am Ende der Laufzeit ist die Kreditschuld vollständig getilgt.
Der Zinssatz wird bei Abschluss eines Annuitätendarlehens über einen vertraglich vereinbarten Zeitraum festgeschrieben. Dieser Zeitraum kann sich auch über die gesamte Kreditlaufzeit erstrecken. Die Tilgung sollte im ersten Jahr mindestens 1 Prozent der Kredit(rest)summe betragen. Sie steigt dann mit fortschreitender Ratenzahl bis auf theoretisch 100 % der Kreditrestsumme im letzten Jahr.

## Bestimmung der Annuität
Die Höhe {\displaystyle R} der Annuität eines Kredites mit der Kreditsumme {\displaystyle S_{0}} bei einem Zinssatz von {\displaystyle i\neq 0} bzw. einem Aufzinsungsfaktor {\displaystyle q=1+i} und einer Laufzeit von {\displaystyle n} Jahren lässt sich mittels
{\displaystyle R=S_{0}\cdot {\frac {(1+i)^{n}\cdot i}{(1+i)^{n}-1}}}
berechnen. Der Faktor
{\displaystyle {\frac {(1+i)^{n}\cdot i}{(1+i)^{n}-1}}\quad {\text{bzw.}}\quad {\frac {q^{n}\cdot i}{q^{n}-1}}}
heißt dabei Annuitätenfaktor oder Kapitalwiedergewinnungsfaktor ({\displaystyle ANF_{n,i}} bzw. {\displaystyle WGF_{n,i}}) und ist gleich dem Kehrwert des Rentenbarwertfaktors.

### Beispiel
Bei einem Zinssatz von 3 % und einer Laufzeit von fünf Jahren beträgt der Annuitätenfaktor
{\displaystyle ANF_{n,i}={\frac {1{,}03^{5}\cdot 0{,}03}{1{,}03^{5}-1}}\approx 0{,}2183545}.
Beträgt die Kreditsumme 20.000 Euro, so erhält man eine jährliche Annuität von
{\displaystyle R=20000\ \mathrm {\euro} {}\cdot 0{,}2183545=4367{,}09\ \mathrm {\euro} {}.}

## Bestimmung der Laufzeit
Will man die Laufzeit in Abhängigkeit von {\displaystyle i}, {\displaystyle S_{0}} und {\displaystyle R} berechnen, so muss man lediglich die obige Formel für die Annuität nach {\displaystyle n} auflösen. Man erhält dann
{\displaystyle n=-{\frac {\ln(1-{\frac {i\cdot S_{0}}{R}})}{\ln(q)}}.}
Findet die Zahlung der Raten mehrmals im Jahr statt, ergibt sich die leicht veränderte Formel 
{\displaystyle n={\frac {\ln(1+{\frac {i}{t}})}{\ln(1+{\frac {i}{m}})}}}
für die Gesamtzahl der Raten (nicht Jahre). Hierbei entspricht {\displaystyle m} der Anzahl der Raten pro Jahr und {\displaystyle t} ist dabei die sogenannte Anfangstilgung, die die Minderungsrate des Darlehens nach der ersten Ratenzahlung angibt. Sie ergibt sich aus der Formel
{\displaystyle 1-t={\frac {S_{0}(1+i)-R}{S_{0}}}},
woraus sich
{\displaystyle t={\frac {R}{S_{0}}}-i}
ergibt.
Die Berechnungen gelten für einen angenommenen, über die gesamte Laufzeit gleichbleibenden, Zinssatz. Die tatsächliche Laufzeit kann deshalb in der Praxis unter Umständen erheblich von der vorausberechneten abweichen.

## Bestimmung der Tilgungsraten
Bei Analyse eines Tilgungsplans lässt sich erkennen, dass die Tilgungsraten {\displaystyle T_{t}} eine geometrische Folge mit dem Zinsfaktor {\displaystyle q} bilden:
{\displaystyle T_{t}=T_{1}\cdot q^{t-1}}
Somit lassen sich die Tilgungsraten aller Perioden auf die erste Tilgungsrate {\displaystyle T_{1}} zurückführen. Diese lässt sich leicht über zwei alternative Möglichkeiten bestimmen:
| Bei bekannter Annuität {\displaystyle R} | Bei bekannter Laufzeit {\displaystyle n} |
| Annuität ist als Summe von Tilgungsrate und Zins definiert, daher gilt für die erste Tilgungsrate: {\displaystyle T_{1}=R-Z_{1},} wobei {\displaystyle Z_{1}=S_{0}\cdot i} | Die Summe aller Tilgungsraten {\displaystyle T_{t}} über die Laufzeit {\displaystyle n} muss der Kreditsumme {\displaystyle S_{0}} entsprechen, also: {\displaystyle S_{0}=\sum _{t=1}^{n}T_{t}=\sum _{t=1}^{n}T_{1}\cdot q^{t-1}=T_{1}\sum _{t=1}^{n}q^{t-1}} Die Summe lässt sich mit Hilfe der Summenformel für geometrische Reihen in folgenden geschlossenen Ausdruck überführen: {\displaystyle S_{0}=T_{1}{\frac {q^{n}-1}{q-1}}} Nach {\displaystyle T_{1}} aufgelöst, ergibt sich schließlich {\displaystyle T_{1}=S_{0}\cdot {\frac {q-1}{q^{n}-1}}} |
| Nun kann {\displaystyle T_{1}} in der obigen Formel durch den jeweiligen Ausdruck ersetzt werden:                                                                          | |
| {\displaystyle T_{t}=(R-S_{0}\cdot i)q^{t-1}} | {\displaystyle T_{t}=S_{0}\cdot {\frac {q-1}{q^{n}-1}}q^{t-1}} |

## Weitere Formeln
Die Restschuld {\displaystyle S_{t}} nach {\displaystyle t} Perioden lässt sich berechnen durch
{\displaystyle S_{t}=S_{0}\cdot {\frac {q^{n}-q^{t}}{q^{n}-1}}.}
Wenn statt der Laufzeit {\displaystyle n} die Annuität {\displaystyle R} bekannt ist, dann lässt sich die Restschuld {\displaystyle S_{t}} nach {\displaystyle t} Perioden berechnen durch:
{\displaystyle S_{t}=S_{0}\cdot q^{t}-R\cdot {\frac {q^{t}-1}{i}}.}
Die Zinszahlung der {\displaystyle t}-ten Periode ({\displaystyle Z_{t}}) ergibt sich aus der Restschuld am Ende der vorhergehenden Periode multipliziert mit dem Zinssatz {\displaystyle i}:
{\displaystyle Z_{t}=S_{t-1}\cdot i=S_{0}\cdot {\frac {q^{n}-q^{t-1}}{q^{n}-1}}\cdot i.}
Interessant ist auch die Summe der geleisteten Zinszahlungen nach {\displaystyle t} Perioden:
{\displaystyle Z_{cum,t}=\sum _{x=1}^{t}Z_{x}=S_{0}\left(t{\frac {q-1}{q^{n}-1}}q^{n}-{\frac {q^{t}-1}{q^{n}-1}}\right)=t\cdot R-\left(R-S_{0}\cdot i\right)\cdot {\frac {q^{t}-1}{q-1}}.}
Daraus ergibt sich die Summe der zu leistenden Zinszahlungen bis zur Tilgung des Annuitätendarlehens ({\displaystyle n} Perioden):
{\displaystyle Z_{cum,n}=\sum _{x=1}^{n}Z_{x}=S_{0}\left(n{\frac {q-1}{q^{n}-1}}q^{n}-1\right).}
Die Tilgungsrate in der {\displaystyle t}-ten Periode ({\displaystyle T_{t}}) ist gegeben durch die Differenz zwischen Annuität {\displaystyle R} und Zinszahlung {\displaystyle Z_{t}}:
{\displaystyle T_{t}=R-Z_{t}=S_{0}\cdot {\frac {q^{t-1}}{q^{n}-1}}\cdot i.}
Bei Annuitätentilgung nimmt die Tilgung exponentiell zu.

## Annuitätenrechnung der Banken
Bei der Anwendung der oben genannten Formeln stellt man im Vergleich mit Angeboten einer Bank oder mit Online-Annuitätenrechnern häufig Unterschiede fest. In diesem Abschnitt wird beschrieben, wie diese Unterschiede zustande kommen.
Um diesen Sachverhalt möglichst anschaulich zu beschreiben, erfolgt eine Beschränkung auf den Fall der monatlichen Ratenzahlung. Alle anderen Fälle wie vierteljährliche oder halbjährliche Ratenzahlungen sind analog zu betrachten.
In der folgenden Tabelle sind alle Bezeichnungen der Größen dargestellt, die im Folgenden verwendet werden.
| Bezeichnung                    | Bedeutung                                  | Einheit |
| ------------------------------ | ------------------------------------------ | ------- |
| {\displaystyle S}              | Kreditsumme                                | EUR     |
| {\displaystyle R}              | Jährliche Rate                             | EUR     |
| {\displaystyle i}              | Jährlicher Zinssatz                        | -       |
| {\displaystyle t}              | Anfangstilgungssatz                        | -       |
| {\displaystyle n}              | Laufzeit                                   | Jahre   |
| {\displaystyle S_{k}}          | Restschuld nach {\displaystyle k} Monaten  | EUR     |
| {\displaystyle r}              | Monatliche Rate                            | EUR     |
| {\displaystyle i_{\text{M}}}   | Monatlicher Zinssatz                       | -       |
| {\displaystyle {\widehat {i}}} | Nominalzinssatz nach Definition der Banken | -       |
| {\displaystyle {\widehat {t}}} | Anfangstilgung nach Definition der Banken  | -       |
| {\displaystyle {\widehat {R}}} | Jährliche Rate nach Definition der Banken  | EUR     |

### Abweichung von Zins, Rate und Anfangstilgung
Die Banken werben häufig mit einem Zinssatz, dem sogenannten Nominalzinssatz. Dieser Nominalzinssatz der Banken stimmt aber nur dann mit dem tatsächlichen Zinssatz überein, wenn die Raten nicht unterjährig bezahlt werden. Bei der Berechnung von jährlicher zu monatlicher Rate teilt die Bank die jährliche Rate durch 12. Sie vernachlässigt hierbei, dass sie die jährliche Rate nun über das Jahr verteilt früher bekommt. Das erhöht den eigentlichen Zinssatz {\displaystyle i} gegenüber dem von der Bank angegebenen Nominalzinssatz. Die Werte, wie sie von der Bank festgelegt werden, werden mit einem Hut {\displaystyle {\widehat {\ }}} versehen, wenn sie mit den tatsächlichen Werten nicht übereinstimmen. Die Werte, die in jedem Fall übereinstimmen, sind die Kreditsumme {\displaystyle S}, der monatliche Zinssatz {\displaystyle i_{\text{M}}} und die monatliche Rate {\displaystyle r}. Die Bank geht aus von der Kreditsumme {\displaystyle S}, dem jährlichen Zinssatz {\displaystyle {\widehat {i}}} und der Anfangstilgung {\displaystyle {\widehat {t}}}. Die jährliche Rate {\displaystyle {\widehat {R}}} berechnet sie aus
{\displaystyle {\widehat {R}}=({\widehat {i}}+{\widehat {t}})S}
und die monatliche Rate aus
{\displaystyle r={\frac {\widehat {R}}{12}}.}
Hieraus werden nun die tatsächlichen Werte berechnet. 
Zunächst ergibt sich der monatliche Zinssatz aus
{\displaystyle i_{\text{M}}={\frac {\widehat {i}}{12}}.}
Der tatsächliche Zinssatz {\displaystyle i} ergibt sich aus der Gleichung 
{\displaystyle {\begin{aligned}(1+i)&=\left(1+i_{\text{M}}\right)^{12}\\i&=\left(1+i_{\text{M}}\right)^{12}-1.\end{aligned}}}
Dieser tatsächliche Zinssatz {\displaystyle i} muss nach der Preisangabenverordnung in dem effektiven Jahreszinssatz berücksichtigt und ausgewiesen werden.
Wenn keine weiteren Gebühren anfallen, entspricht {\displaystyle i} dem effektiven Jahreszinssatz.
Für die tatsächliche jährliche Rate {\displaystyle R} gilt
{\displaystyle R={\frac {i}{i_{\text{M}}}}r.}
Der tatsächliche Zins und die tatsächliche jährliche Rate sind somit bei monatlicher Ratenzahlung höher als jene, die von der Bank ausgewiesen werden.
Für kleine {\displaystyle i} ergeben sich kleine Abweichungen, für große {\displaystyle i} jedoch sehr große Abweichungen wie folgende Beispiele zeigen:
- Bei {\displaystyle {\widehat {i}}=0{,}01} ergibt sich {\displaystyle i=0{,}01005}. Der tatsächliche Zinssatz liegt also 0,5 % höher als der Nominalzinssatz der Bank.
- Bei {\displaystyle {\widehat {i}}=12} ergibt sich {\displaystyle i=4095}. Der tatsächliche Zinssatz liegt also 34025 % höher als der Nominalzinssatz der Bank.

Nun wird mit bekannten Formeln die (weiterhin auf das Jahr bezogene) tatsächliche Anfangstilgung {\displaystyle t} und die Laufzeit {\displaystyle n} in Jahren ermittelt.
{\displaystyle {\begin{aligned}t&={\frac {R}{S}}-i\\n&={\frac {\ln \left(1+{\frac {i}{t}}\right)}{\ln(1+i)}}.\end{aligned}}}
Ein Tilgungsplan auf Basis von monatlichen Größen ist somit korrekt, ein Tilgungsplan auf Basis der jährlichen Größen der Bank wäre dagegen nicht korrekt, wenn auf beschriebene Art monatliche Ratenzahlung vereinbart wird.

### Berechnung der Laufzeit und der letzten Rate
Die Laufzeit ist in der Regel eine krumme Zahl. In der Praxis wird die Laufzeit in Monaten berechnet, aufgerundet und im letzten Monat dann eine kleinere Rate vereinbart. Die Anfangstilgung im ersten Monat {\displaystyle t_{\text{M}}} ist definiert durch
{\displaystyle {\begin{aligned}1-t_{\text{M}}&={\frac {S(1+i_{\text{M}})-r}{S}}\\\Longrightarrow t_{\text{M}}&={\frac {r}{S}}-i_{\text{M}}.\end{aligned}}}
Es sei {\displaystyle m=12n} die Laufzeit in Monaten. Dann ist {\displaystyle \lfloor m\rfloor } die abgerundete Laufzeit in Monaten, die angibt, wie viele volle monatliche Raten gezahlt werden müssen. Die tatsächliche Laufzeit in Monaten erhält man durch {\displaystyle m} aufgerundet, wobei die letzte Rate üblicherweise niedriger ist.
Die letzte Monatsrate wird wie folgt berechnet.
Die Restschuld {\displaystyle S_{\lfloor m\rfloor }} vor der letzten Rate beträgt
{\displaystyle {\begin{aligned}S_{\lfloor m\rfloor }&=\left(S-\left({\frac {1}{i_{\text{M}}}}-{\frac {1}{i_{\text{M}}(1+i_{\text{M}})^{\lfloor m\rfloor }}}\right)r\right)(1+i_{\text{M}})^{\lfloor m\rfloor }\\&=\left(S-{\frac {r}{i_{\text{M}}}}\right)(1+i_{\text{M}})^{\lfloor m\rfloor }+{\frac {r}{i_{\text{M}}}}\end{aligned}}}
und die letzte Rate lässt sich daher ermitteln über
{\displaystyle r_{\lceil m\rceil }=S_{\lfloor m\rfloor }(1+i_{\text{M}}).}
Im Übrigen gelten die folgenden nützlichen Beziehungen:
{\displaystyle {\begin{aligned}{\frac {i}{t}}&={\frac {i_{\text{M}}}{t_{\text{M}}}}={\frac {\widehat {i}}{\widehat {t}}}\\{\frac {R}{i}}&={\frac {r}{i_{\text{M}}}}={\frac {\widehat {R}}{\widehat {i}}}\\(1+i)^{n}&=1+{\frac {i}{t}}\\m&={\frac {\ln \left(1+{\frac {i_{\text{M}}}{t_{\text{M}}}}\right)}{\ln(1+i_{\text{M}})}}={\frac {\ln \left(1+{\frac {i}{t}}\right)}{\ln(1+i)^{\frac {1}{12}}}}={\frac {\ln \left(1+{\frac {i}{t}}\right)}{{\frac {1}{12}}\ln(1+i)}}=12{\frac {\ln \left(1+{\frac {i}{t}}\right)}{\ln(1+i)}}=12n.\end{aligned}}}
Wenn man mit {\displaystyle \mu } die Anzahl der unterjährigen Ratenzahlungen bezeichnet, ergibt sich also allgemein für die Laufzeit in Jahren:
{\displaystyle {\begin{aligned}n&={\frac {1}{\mu }}\cdot {\frac {\ln \left(1+{\frac {\widehat {i}}{\widehat {t}}}\right)}{\ln(1+{\frac {\widehat {i}}{\mu }})}}.\end{aligned}}}

## Unterjährige Annuitätentilgung
Mit den Formeln der unterjährigen Annuitätentilgung lassen sich auch die Darlehensfälle berechnen, bei denen die Zahlung der Annuität mehrmals jährlich, zum Beispiel monatlich oder vierteljährlich, statt nur einmal am Jahresende stattfindet.
Ist {\displaystyle m} die Anzahl der Zahlungstermine pro Jahr, werden die {\displaystyle m-1} ersten Zahlungen innerhalb des Jahres dabei für gewöhnlich nur als Tilgung betrachtet, enthalten also noch keinen Zinsanteil, der erst der letzten Zahlung zum Jahresende für das gesamte zurückliegende Jahr in Gänze zugeschlagen wird.
Die Höhe der {\displaystyle m}-mal jährlich zu zahlenden Einzelannuitäten {\displaystyle r} errechnet sich dabei gemäß den Formeln für die lineare Verzinsung bei unterjährigen Laufzeiten aus der Jahresannuität {\displaystyle R}, die sich ihrerseits wie bei der jährlichen Annuitätentilgung als Produkt der Kreditsumme und des Annuitätenfaktors ergibt, also eine stets nachschüssige Jahresrente ist.
Ist {\displaystyle i} der effektive Zinssatz p. a. und {\displaystyle n} die Gesamtlaufzeit des Darlehens in Jahren, beträgt {\displaystyle r} damit bei vorschüssiger Ratenzahlung
{\displaystyle r={\frac {R}{m+{\frac {i}{2}}\cdot (m+1)}}=S_{0}\cdot {\frac {(1+i)^{n}\cdot i}{(1+i)^{n}-1}}\ /\ (m+{\frac {i}{2}}\cdot (m+1))}.
Bei nachschüssiger Ratenzahlung hingegen gilt:
{\displaystyle r={\frac {R}{m+{\frac {i}{2}}\cdot (m-1)}}=S_{0}\cdot {\frac {(1+i)^{n}\cdot i}{(1+i)^{n}-1}}\ /\ (m+{\frac {i}{2}}\cdot (m-1))}
Soll daraus, was für den Vergleich verschiedener Kreditangebote von Interesse sein kann, der vom Kreditgeber zugrundegelegte Zinsfaktor {\displaystyle q} bestimmt werden, ergibt dieser sich für eine nachschüssige Zahlung der Raten {\displaystyle r} nach Umstellung der letztgenannten Formel als die maximale der Lösungen nachstehenden Polynoms (das als triviale Lösung auch stets den Wert {\displaystyle q=1} besitzt):
{\displaystyle \left(S_{0}-r\cdot {\frac {m-1}{2}}\right)\cdot q^{n+1}-\left(S_{0}+r\cdot {\frac {m+1}{2}}\right)\cdot q^{n}+r\cdot {\frac {m-1}{2}}\cdot q+r\cdot {\frac {m+1}{2}}=0}.

## Prozentannuitäten-Tilgung
Eine Sonderform der Annuitäten-Tilgung ist die sogen. Prozentannuität, bei der die Höhe der ersten Tilgungsrate nicht über die Differenz zwischen Annuität und Sollzinsen, sondern – von letzteren unabhängig – als fixer Prozentsatz des Darlehensbetrages definiert wird.

## Anwendungsgebiete
Privatdarlehen von Banken werden oft als Annuitätendarlehen vergeben, da die gleich bleibende Rate eine gute Kalkulationsgrundlage für den Kunden bietet.
Das Annuitätendarlehen ist eine Form der Immobilienfinanzierung. In Deutschland wird der Zinssatz üblicherweise für fünf, zehn oder fünfzehn Jahre festgeschrieben. Danach kann der Vertrag gekündigt werden bzw. ein neuer Zinssatz für die Weiterführung des Vertrages muss verhandelt werden.
Alternativ kann auch ein variabler Zinssatz vereinbart werden, der in regelmäßigen Abständen aktualisiert wird, etwa in Abhängigkeit vom EURIBOR oder einem anderen Index. Eine weitere Option ist es, die Annuitäten durch gleich bleibende Monatsraten zu ersetzen, bei denen jeweils ein Zwölftel des nominalen Jahreszinssatzes zu zahlen ist. Diese Kombination (monatliche Tilgung bei gleich bleibenden Raten, die jedoch jährlich von Zinsänderungen betroffen werden können) ist etwa in Spanien die üblichste Form.
Siehe auch Hypothek und Grundschuld.

## Vergleich mit anderen Darlehensarten
Tilgungspläne für die drei gängigsten Darlehensarten: Kapital: 100.000 Euro, Zinssatz: 3,00 % p. a., Laufzeit: 5 Jahre, Zins und Tilgung jährlich nachschüssig
| Jahr   | Restschuld | Zins    | Tilgung   | Rate      |
| ------ | ---------- | ------- | --------- | --------- |
| 1      | 100.000 €  | 3.000 € | 20.000 €  | 23.000 €  |
| 2      | 80.000 €   | 2.400 € | 20.000 €  | 22.400 €  |
| 3      | 60.000 €   | 1.800 € | 20.000 €  | 21.800 €  |
| 4      | 40.000 €   | 1.200 € | 20.000 €  | 21.200 €  |
| 5      | 20.000 €   | 600 €   | 20.000 €  | 20.600 €  |
|        |            |         |           |           |
| Summen |            | 9.000 € | 100.000 € | 109.000 € |

| Jahr   | Restschuld | Zins    | Tilgung   | Rate        |
| ------ | ---------- | ------- | --------- | ----------- |
| 1      | 100.000 €  | 3.000 € | 18.835 €  | 21.835,46 € |
| 2      | 81.165 €   | 2.435 € | 19.401 €  | 21.835,46 € |
| 3      | 61.764 €   | 1.853 € | 19.983 €  | 21.835,46 € |
| 4      | 41.781 €   | 1.253 € | 20.582 €  | 21.835,46 € |
| 5      | 21.199 €   | 636 €   | 21.199 €  | 21.835,46 € |
|        |            |         |           |             |
| Summen |            | 9.177 € | 100.000 € | 109.177 €   |

| Jahr   | Restschuld | Zins     | Tilgung   | Rate      |
| ------ | ---------- | -------- | --------- | --------- |
| 1      | 100.000 €  | 3.000 €  | 0 €       | 3.000 €   |
| 2      | 100.000 €  | 3.000 €  | 0 €       | 3.000 €   |
| 3      | 100.000 €  | 3.000 €  | 0 €       | 3.000 €   |
| 4      | 100.000 €  | 3.000 €  | 0 €       | 3.000 €   |
| 5      | 100.000 €  | 3.000 €  | 100.000 € | 103.000 € |
|        |            |          |           |           |
| Summen |            | 15.000 € | 100.000 € | 115.000 € |